# Henri Marie Ducrotay de Blainville
Henri Marie Ducrotay de Blainville (Arques-la-Bataille, 12 settembre 1777 – Parigi, 1º maggio 1850) è stato uno zoologo francese.
Blainville nacque ad Arques, nei pressi di Dieppe. Intorno al 1796 si recò a Parigi per studiare disegno, ma alla fine dedicò tutto sé stesso alla storia naturale ed attrasse l'attenzione di Georges Cuvier, il quale aveva tenuto occasionalmente delle lezioni al Collège de France e all'Athenaeum. Nel 1812 venne aiutato da Cuvier ad ottenere la cattedra di anatomia e zoologia alla Facoltà di Scienze di Parigi, ma in seguito tra i due nacque una reciproca discordia che sfociò in ostilità aperta.
Nel 1825 Blainville venne accolto come membro dell'Accademia Francese delle Scienze; e nel 1830 venne designato come successore di Jean-Baptiste Lamarck alla cattedra di storia naturale al museo. Due anni dopo, morto Cuvier, ottenne la cattedra di anatomia comparata, di cui continuò ad occuparsi per i successivi diciotto anni, dal momento che non c'era nessuno in grado di sostituire questo grande professore. Venne trovato morto su un vagone ferroviario mentre viaggiava tra Rouen e Caen.
Oltre a molte sue memorie, fu l'autore di Prodrome d'une nouvelle distribution du règne animal (1816); Ostéographie ou description iconographique comparée du squelette et du système dentaire des mammifères récents et fossiles (1839-64); Faune française (1821-30); Cours de physiologie générale et comparée (1833); Manuel de malacologie et de conchyliologie (1825-7); Histoire des sciences de l'organisme (1845).
L'11 giugno 1840 divenne socio dell'Accademia delle scienze di Torino.
Morì nel 1850. È sepolto presso il cimitero di Père-Lachaise a Parigi.
| Blainville è l'abbreviazione standard utilizzata per le specie animali descritte da Henri Marie Ducrotay de Blainville. Categoria:Taxa classificati da Henri Marie Ducrotay de Blainville |